# Ratpenat cuallarg del Mato Grosso
El ratpenat cuallarg del Mato Grosso (Molossops mattogrossensis) és una espècie de ratpenat de la família dels molòssids que es troba al Brasil, Veneçuela, Guaiana i Colòmbia.